# 홍서연
홍서연(1978년 9월 1일 ~ )은 대한민국의 방송국 SBS에서 활동중인 여성 기상 캐스터이다. 2004년 12월 SBS에 기상 캐스터로 입사하여 SBS 《출발! 모닝와이드》, 《뉴스와 생활경제》, 《날씨와 생활건강》, 《SBS 뉴스퍼레이드》, 《SBS 8시 뉴스》 등에서 날씨를 전하였다.

## 학력
- 경남여자고등학교
- 부산대학교 대기과학과 97학번

## 삶과 경력
홍서연은 1978년 9월 1일 부산직할시(현 부산광역시)에서 태어났다. 1997년 경남여자고등학교를 졸업하였고, 2002년 2월 부산대학교 대기과학과를 졸업했다. 부산대학교 대기과학과 4학년에 재학 중이던 2004년 12월 SBS에 기상 캐스터로 입사했다. 이후 SBS 《출발! 모닝와이드》, 《뉴스와 생활경제》, 《날씨와 생활건강》, 《SBS 뉴스퍼레이드》, 《SBS 8시 뉴스》 등에서 날씨를 전하였다.
2006년 5월에는 봄 개편시 신설된 SBS 러브FM 《행복한 주말, 홍서연과 함께》의 진행을 맡으며 DJ로 데뷔하였다. 이 프로그램은 같은 해 11월 가을 개편 때 《홍서연의 위크엔드》로 이름을 바꿨으며, 그녀는 이듬해 4월까지 진행을 맡았다. 2006년 6월 충수염 수술후 3일만에 실밥도 풀지 않은 상태에서 SBS 인터넷 라디오 ‘고릴라’가 2006 독일 월드컵 경기를 생방송하는 《신화는 계속된다》를 진행해 화제가 되기도 했다.
《날씨언니 홍서연의 재미있는 날씨이야기》를 비롯하여 4권의 책을 썼으며, 영화 《새드 무비》(2005년)와 《무림 여대생》(2008년)에 기상 캐스터 역으로 특별 출연하였다. 2006년 11월 당시 재정경제부에 근무하던 사무관 김의중과 결혼하였다.

## 저서
- 날씨언니 홍서연의 재미있는 날씨이야기 (2005년, 고려원북스), ISBN 89-91264-47-6
- 날씨 박사가 된 서연이 (2007년, 기탄교육)
- 내일은 맑음 (2008년, 마음의숲) (공저), ISBN 978-89-92783-09-5
- 날씨 언니의 하루 (2012년, 한얼에듀)